# Planšarski muzej v Stari Fužini
Planšarski muzej je muzej sirarstva in planšarstva v Bohinju. Urejen je v nekdanji vaški sirarni v naselju Stara Fužina. Sama stavba je bila zgrajena leta 1883, v njej pa so do leta 1967 izdelovali sir. Štiri leta kasneje (1971) je bila v njej urejena muzejska zbirka planšarskih in sirarskih predmetov, ki je bila leta 1990 preurejena in vsebinsko dopolnjena. 
V vhodnem prostoru je ohranjena prvotna sirarska delavnica s sirarsko prešo in vzidanima kotloma za segrevanje mleka. V muzej je bila s planine Zajamniki delno prenešen tudi lesen planšarski stan z notranjo opremo. Na stenah visijo številni dokumenti in fotografije planin ter planšarjev, ki so odraz alpske kulture.
V muzeju je urejena trgovina.